# Travis (chimpanzé)
Travis (Festus, 21 de outubro de 1995 – Stamford, 16 de fevereiro de 2009) era um chimpanzé macho comum (Pan troglodytes) que, em fevereiro de 2009, atacou uma amiga de sua proprietária em Stamford, Connecticut, cegando-a, cortando várias partes do seu corpo e lacerando seu rosto. Ele foi morto a tiros quando tentou atacar um policial. Como ator de animais, Travis apareceu em vários programas de televisão e comerciais, incluindo anúncios para Pepsi e Old Navy. Ele também apareceu no The Maury Povich Show, The Man Show e em um piloto de televisão que apresentava Sheryl Crow e Michael Moore. 

## Socialização
Travis nasceu perto de Festus, Missouri, em 21 de outubro de 1995, no complexo de Mike e Connie Braun Casey, atualmente denominado Missouri Chimpanzee Sanctuary. Em um incidente separado, a mãe de Travis, Suzy, foi morta a tiros após uma fuga em 2001.
Sandra e Jerome Herold compraram Travis por 50.000 dólares de um criador depois que ele foi tirado de sua mãe quando ele tinha três dias de idade.
Eles nomearam o chimpanzé em homenagem ao cantor favorito de Sandra, Travis Tritt. Os Herold's criaram Travis em sua casa em Rock Rimmon Road, no bairro de North Stamford em Stamford, Connecticut .
Travis era o companheiro constante dos Herold's e costumava acompanhá-los ao trabalho e em suas excursões de compras na cidade.Os Herold's eram donos de uma empresa de reboque e Travis posava para fotos na loja e andava com o caminhão de reboque, o cinto de segurança afivelado enquanto usava uma camisa de beisebol.
Travis se tornou muito conhecido na cidade e era conhecido por cumprimentar policiais que encontrariam ao rebocar carros.
Tendo crescido entre as pessoas, Travis foi socializado com humanos desde o nascimento. Um vizinho disse que costumava brincar e lutar com Travis. Ele acrescentou que o animal sempre sabia quando parar e prestava muita atenção ao seu dono. "Ele ouvia melhor do que meus sobrinhos", comentou o vizinho depois que Travis atacou Nash. "Só não sei por que ele faria isso."
Travis podia abrir portas com chaves, vestir-se, regar plantas, alimentar com feno os cavalos de seus donos, comer à mesa com o resto da família e beber vinho em um copo de pé; ele gostava tanto de sorvete que aprendeu os horários dos caminhões de sorvete que passavam.
Ele se conectou ao computador para ver as fotos, assistiu à televisão usando um controle remoto e escovou os dentes.
Ele gostava de assistir beisebol na televisão. Travis também havia dirigido um carro em várias ocasiões.
Jerome morreu de câncer em 2004, e o único filho dos Herold's morreu em um acidente de carro; como resultado, Sandra Herold considerava Travis quase como um filho substituto e o mimava.
Sandra dormiu e tomou banho com Travis, dizendo depois de sua morte: "Estou, tipo, vazia agora. Ele dormia comigo todas as noites. Até que você tenha comido com um chimpanzé e tomado banho com um, você não conhece um chimpanzé. "

## Incidentes

### Incidente de 2003
Em outubro de 2003, Travis escapou do carro dos Herold's e reteve o tráfego em um cruzamento movimentado; ele ficou solto por várias horas.
O incidente começou depois que um pedestre jogou algo no carro que passou por uma janela parcialmente aberta e atingiu Travis enquanto eles estavam parados em um semáforo.
Assustado, Travis soltou o cinto de segurança, abriu a porta do carro e perseguiu o homem, mas não o alcançou. Quando a polícia chegou, eles atraíram o chimpanzé para dentro do carro várias vezes, mas Travis saiu por outra porta e ocasionalmente perseguiu os policiais ao redor do carro.
O incidente de 2003 levou à aprovação de uma lei de Connecticut que proíbe as pessoas de manter primatas com peso superior a 50 lb (23 kg) como animais de estimação e exigindo que os proprietários de animais de estimação exóticos solicitem licenças.
A nova lei entrou em vigor em 2009 e, até a morte de Travis, no mesmo ano, ninguém no estado havia solicitado a adoção de um chimpanzé. O Departamento de Proteção Ambiental de Connecticut não aplicou a lei sobre Herold's porque eles possuíam Travis por tanto tempo e o departamento não acreditava que Travis representasse um risco para a segurança pública.

### Ataque de 2009
Em 16 de fevereiro de 2009, por volta das 15h40, Travis atacou Charla Nash, amiga de 55 anos de Sandra Herold, causando ferimentos devastadores em seu rosto e membros.
Travis havia saído de casa com as chaves do carro de Sandra Herold e Nash veio ajudar a levar o chimpanzé de volta para casa; ao ver Nash segurando um Tickle Me Elmo — um de seus brinquedos favoritos — Travis ficou furioso e a atacou.
Travis conhecia Nash, que também havia trabalhado na empresa de reboque dos Herold's, embora Nash tivesse um penteado diferente na hora do ataque, o que pode tê-lo confundido e alarmado.
Ele estava tomando medicamentos para a doença de Lyme. Herold, então com 70 anos, tentou parar Travis batendo na cabeça dele com uma pá e apunhalando-o nas costas com uma faca de açougueiro. Herold disse mais tarde: "Para mim, fazer algo assim - enfiar uma faca nele - foi como enfiar uma em mim mesmo". O chimpanzé se virou, ela disse, como se dissesse: " ' Mãe, o que você fez? ' "
O animal ficou mais irritado. Herold, a essa altura acreditando que Nash estava morto, ligou para o 911 e implorou por ajuda. Os gritos de Travis podem ser ouvidos ao fundo no início da fita, enquanto Sandra implorava à polícia, que inicialmente acreditava que a ligação era uma farsa, até que começou a gritar: "Ele está comendo ela!"
Os serviços médicos de emergência esperaram pela polícia antes de se aproximarem da casa. Travis dirigiu-se ao carro da polícia quando ele chegou, tentou abrir a porta do passageiro trancada e quebrou um espelho retrovisor lateral. Em seguida, deu a volta até a porta do motorista e a abriu. Nesse momento, o oficial Frank Chiafari atirou nele várias vezes. Travis recuou para a casa, onde foi encontrado morto ao lado de sua jaula.

### Rescaldo
A equipe de emergência descreveu os ferimentos de Nash como "horríveis". Nas 72 horas seguintes, Nash foi submetido a mais de sete horas de cirurgia no rosto e nas mãos por quatro equipes de cirurgiões.
O hospital ofereceu aconselhamento aos membros da equipe que inicialmente a trataram por causa da natureza extraordinária das feridas de Nash. Os paramédicos observaram que ela perdeu as mãos, nariz, olhos, lábios e estrutura óssea do meio da face e recebeu lesões significativas no tecido cerebral.
Os médicos recolocaram sua mandíbula, mas anunciaram em 7 de abril de 2009 que Nash ficaria cega para o resto da vida. Seus ferimentos a tornaram uma possível candidata a uma cirurgia experimental de transplante de rosto.
Após o tratamento inicial no Hospital Stamford, Nash foi transferido para a Clínica Cleveland em Cleveland, Ohio. Sua família criou um fundo fiduciário para arrecadar dinheiro para pagar suas contas médicas "insondáveis" e sustentar sua filha.
Nash revelou seu rosto ferido em público pela primeira vez no The Oprah Winfrey Show em 11 de novembro de 2009. Naquela época, ela não sentia dores físicas por causa do ataque, e parentes disseram que ela esperava deixar a Clínica de Cleveland em breve. Fotos surgiram na Internet exibindo o rosto de Nash antes e depois do ataque.
O incidente se tornou uma notícia internacional. Logo após o ataque, uma mulher que morava na mesma área que Herold deu a informação de que, em 1996, o chimpanzé havia mordido sua mão e tentado puxá-la para dentro de um veículo enquanto ela o cumprimentava. Ela alegou ter reclamado aos Herold's e à polícia, que afirmou não ter registro de qualquer reclamação.
Em junho de 2011, Nash foi submetido a uma cirurgia de transplante realizada por uma equipe liderada pelo Dr. Bohdan Pomahač na afiliada de ensino de Harvard, Brigham and Women's Hospital, recebendo um rosto e mãos doados. O transplante de mãos foi inicialmente bem-sucedido, mas como Nash desenvolveu pneumonia logo em seguida, os médicos foram forçados a remover suas mãos recém-transplantadas devido à infecção e à má circulação resultante.
De acordo com o procedimento padrão, a cabeça de Travis foi levada ao laboratório estadual para um teste de raiva, e o corpo foi levado para a Universidade de Connecticut para uma necropsia.
A cabeça testou negativo para raiva, mas havia Xanax ( Alprazolam ) remanescente em seu sistema. Os resultados da necropsia em maio de 2009 confirmaram que o chimpanzé estava acima do peso e havia sido esfaqueado. Os restos mortais foram cremados no All Pets Crematório em Stamford em 25 de fevereiro de 2009.
Os relatórios toxicológicos confirmaram a declaração de Sandra de que ela havia dado chá com Xanax a Travis no dia do ataque, o que poderia ter exacerbado sua agressão.
Xanax é um medicamento ansiolítico potente e de curta ação que pode causar desinibição e desorientação e, ocasionalmente, reações paradoxais de alucinação, agressão, raiva e mania em humanos.

#### Processo
Em março de 2009, um advogado da família de Charla Nash abriu um processo de $ 50 milhões contra Sandra Herold.
Em 6 de maio, um juiz de Stamford congelou os ativos de Herold, avaliados em US $ 10 milhões. Outros réus potenciais incluem o Departamento de Proteção Ambiental de Connecticut, a cidade de Stamford e o veterinário que prescreveu o Xanax. A defesa alegou que o chimpanzé não tinha comportamento violento antes do ataque, e as duas acusações nos ataques dos anos 1990 eram falsas porque o chimpanzé não tinha dentes na época.
Em 24 de maio de 2010, 15 meses após o ataque, Sandra Herold morreu repentinamente de uma ruptura de aneurisma da aorta aos 72 anos de idade. Seu advogado, Robert Golger, divulgou a seguinte declaração: "A Sra. Herold sofreu uma série de perdas dolorosas nos últimos anos, começando com a morte de sua filha, que morreu em um acidente de carro, depois seu marido, depois sua amada o chimpanzé Travis, bem como a trágica mutilação da amiga e funcionária Charla Nash. No final, seu coração, que havia sido partido tantas vezes antes, não aguentou mais. "
Em novembro de 2012, Nash chegou a um acordo com a propriedade de Herold e recebeu aproximadamente US $ 4 milhões.
Nash tentou processar o estado de Connecticut em 2013, mas sua reivindicação foi negada. Ela havia afirmado que os oficiais sabiam que o animal era perigoso, mas não fizeram nada a respeito. A petição de Nash para processar foi negada com base no fato de que, no momento do ataque, não existia nenhuma lei que proibisse a propriedade privada de um chimpanzé. Em julho de 2013, os advogados de Nash começaram a se esforçar para apelar da decisão do tribunal.

#### Na mídia
A fuga de Travis e o subsequente ataque a Charla Nash foram usados como parte do episódio "Chimps" da série de documentários Animal Planet 2010-2011: Fatal Attractions. O som da chamada original para o 911, o tráfego de rádio do tiroteio da polícia em Travis e as consequências da caçada foram usados no episódio.
Notícias sobre o incidente se espalharam até a China. O ataque, semelhante a outro ataque de chimpanzés quatro anos antes na Califórnia, provocou discussão sobre a lógica de manter animais exóticos como animais de estimação por fontes como a revista Time e os primatologistas Jane Goodall e Frans de Waal. Posteriormente, membros da PETA supostamente assediaram Herold, embora a organização tenha declarado que não teve nenhum envolvimento oficial.
Frank Chiafari (o policial que atirou fatalmente em Travis) foi inicialmente incapaz de cobrir sua terapia para depressão e ansiedade após o incidente. Isso levou à legislação proposta em 2010 que cobriria a compensação de um policial por deficiência mental ou emocional depois que ele usou força letal justificável para matar um animal.
Um ataque semelhante ao incidente com Travis é retratado no filme de 2022 Nope, dirigido e co-produzido por Jordan Peele, no qual um chimpanzé se assusta no set e filmagens e ataca os atores humanos. A jovem mulher atacada no filme pelo chimpanzé é mostrada anos depois usando uma malha cobrindo o rosto semelhante à usada por Nash.

#### Influência na legislação
O procurador-geral de Connecticut, Richard Blumenthal, observou que um defeito na lei existente de Connecticut de 2004 que proíbe chimpanzés do tamanho de Travis, em si um resultado do incidente de 2003, permitiu que o ataque ocorresse. Um porta-voz do Departamento de Proteção Ambiental de Connecticut esclareceu que Travis estava isento porque não parecia apresentar um risco à saúde pública e era propriedade antes do início da exigência de registro.
Blumenthal posteriormente enviou cartas aos líderes legislativos e ao comissário do departamento, pedindo-lhes que apoiassem uma proposta de lei que proibiria todos os animais exóticos potencialmente perigosos, como chimpanzés, crocodilos e cobras venenosas, de serem mantidos em um ambiente residencial em Connecticut.
O departamento estava buscando uma lei semelhante proibindo grandes primatas e, após o incidente, anunciou que buscou a ajuda do público, policiais e oficiais de controle de animais para relatar tais animais de estimação à agência. O conselho editorial do jornal The Advocate em Stamford também defendeu a proibição da posse de todos os pássaros e répteis exóticos.
O representante dos EUA Earl Blumenauer introduziu a Lei de Segurança de Primatas Cativos introduzida em 6 de janeiro de 2009, que teria adicionado macacos, grandes primatas e lêmures à lista de "espécies proibidas de vida selvagem" que não podem ser vendidas ou compradas por meio de vendas interestaduais e internacionais.
O ataque levou a Humane Society dos Estados Unidos a se juntar à Wildlife Conservation Society para apoiar a lei. O ataque de Travis resultou na reintrodução do projeto pelo co-patrocinador, o Rep. Mark Kirk, em 23 de fevereiro de 2009. Rep. Rob Bishop argumentou contra o projeto de lei durante o debate, observando que custaria US $ 4 milhões anualmente e não faria nada diretamente para prevenir ataques de chimpanzés a humanos. Ele também afirmou que esses ataques são relativamente raros. Vinte estados e o Distrito de Columbia já têm leis que proíbem primatas como animais de estimação. Em 23 de fevereiro de 2009, a Câmara votou 323 a 95 a favor do projeto, e os conselhos editoriais de vários jornais importantes, incluindo The New York Times e Newsday, apoiaram sua aprovação. O projeto de lei nunca foi aprovado pelo Senado dos Estados Unidos.